# Balacra simplex
Balacra simplex är en fjärilsart som beskrevs av Aurivillius 1925. Balacra simplex ingår i släktet Balacra och familjen björnspinnare. Inga underarter finns listade i Catalogue of Life.